# تفاوت و تکرار
تفاوت و تکرار (فرانسوی: Différence et répétition‎) کتاب ژیل دلوز فیلسوف فرانسوی است که در سال ۱۹۶۸ منتشر شد. این کتاب که ابتدا در فرانسه منتشر شد، توسط پل پاتون در سال ۱۹۹۴ به انگلیسی ترجمه شد.
تفاوت و تکرار تز اصلی دلوز برای دکترا در کنار تز تاریخی او، اکسپرسیونیسم در فلسفه: اسپینوزا بود.
این اثر سعی در نقد بازنمایی دارد. دلوز در این کتاب مفاهیم تفاوت در خود و تکرار برای خود را توضیح می‌دهد، یعنی مفاهیمی از تفاوت و تکرار که از نظر منطقی و متافیزیکی بر هر مفهومی از هویت مقدم است. برخی از مفسران کتاب را به‌عنوان تلاش دلوز برای بازنویسی نقد عقل محض (۱۷۸۱) امانوئل کانت از دیدگاه خود پیدایش تفسیر می‌کنند.
اخیراً ادعا شده‌است که دلوز در واقع جهت‌گیری فلسفی خود را حول تز گابریل تارد که تکرار در خدمت تفاوت است، متمرکز کرده‌است.